# Otoci Karimata
Otoci Karimata su niz malih otoka zapadno od obale indonezijskog dijela Bornea od kojih je najveći (Pulau) Karimata. 
Na otoku Karimata se nalazi nekoliko malih sela, smještenih duž obale, od kojih je najveće Padang, smješteno na istočnom vrhu otoka.